# Grengropspindel
Grengropspindel (Entelecara erythropus) är en spindelart som först beskrevs av Westring 1851.  Grengropspindel ingår i släktet Entelecara och familjen täckvävarspindlar. Arten är reproducerande i Sverige. Inga underarter finns listade i Catalogue of Life.